# Lamborghini Sián
Lamborghini Sián – hybrydowy hipersamochód produkowany pod włoską marką Lamborghini w latach 2020 – 2021.

## Historia i opis modelu

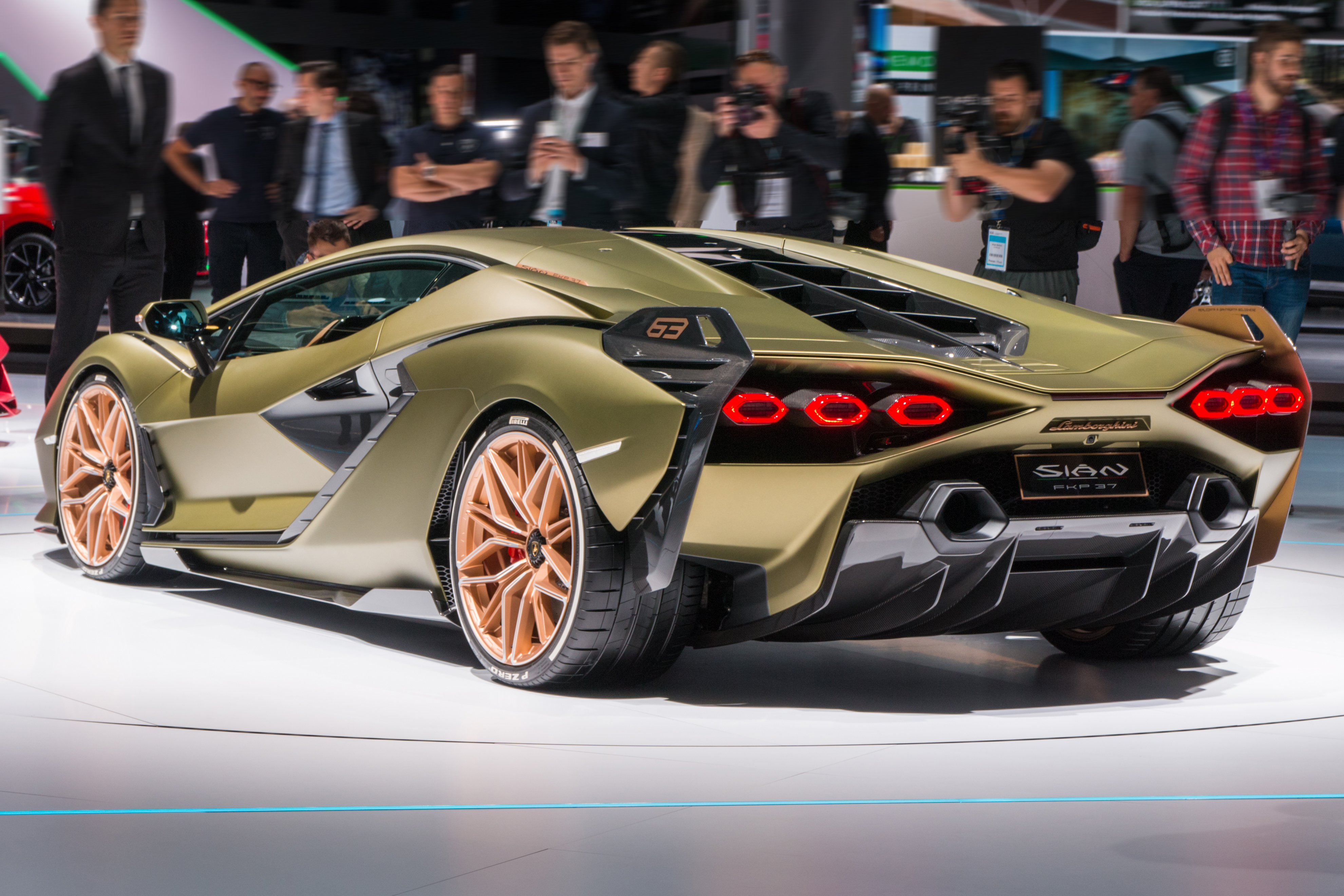
Lamborghini Sián - tył

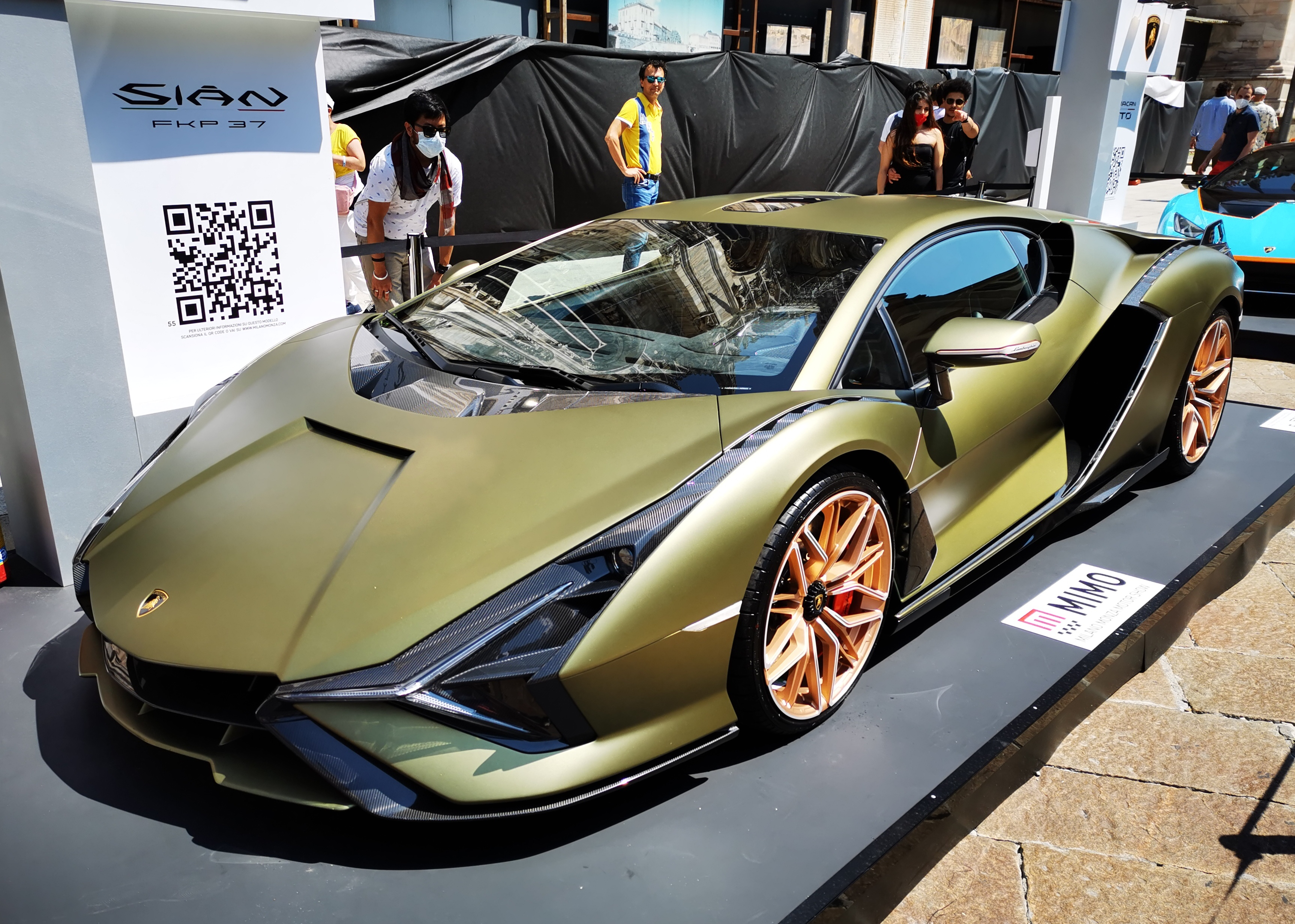
Lamborghini Sián w Mediolanie

We wrześniu 2019 roku podczas targów motoryzacyjnych IAA 2019 we Frankfurcie nad Menem Lamborghini przedstawiło kolejny model z grona limitowanych i specjalnych konstrukcji. Model Sián powstał jako najmocniejszy od czasu premiery Veneno wyczynowy hipersamochód włoskiej firmy, po raz pierwszy ze zelektryfikowanym napędem hybrydowym. Nazwa pojazdu w dialekcie bolońskim języka włoskiego oznacza tyle co błysk.
Lamborghini Sián zyskało stylistykę o futurystycznych i awangardowych cechach, wyróżniając się motywem bumerangu w reflektorach, a także dużą liczbą wlotów powietrza oraz przetłoczeń. Karoseria wykonana została w całości z włókna węglowego. Do wykonania kabiny pasażerskiej wykorzystano z kolei po raz pierwszy komponenty, które wykonane zostały w drukarce 3D. Za bazę techniczną posłużył często wykorzystywany do budowania limitowanych modeli Lamborghini flagowy Aventador.

### Sian Roadster
W lipcu 2020 roku Lamborghini poszerzyło gamę nadwoziową swojego topowego hipersamochodu o odmianę typu roadster, które wyróżniło się brakiem dachu pomiędzy krawędzią szyby a zabudową zagłówków. Pojazd wykorzystał ten sam hybrydowy układ napędowy, a jego pula produkcyjna została ograniczona do 19 egzemplarzy.

### Sprzedaż
Lamborghini Sián to kolejny model włoskiej firmy, który opracowany został w ściśle limitowanej serii ograniczonej do 63 egzemplarzy. Każdy z nich jest kompleksowo personalizowany pod kątem m.in. kolorów nadwozia i wnętrza. Wśród nabywców limitowanego supersamochodu Lamborghini znalazł się mieszkaniec Polski, gdzie wartość samochodu w przeliczeniu na tutejszą walutę wyniosła ok. 15 milionów złotych.

### Dane techniczne
Sián to pierwsze w historii Lamborghini o napędzie hybrydowym, który tworzy stosowany już w innych konstrukcjach włoskiej firmy 6,5 litrowy silnik benzynowy typu V12, który dzięki tytanowym zaworom wlotowym rozwinął moc 785 KM. Silnik elektryczny o mocy 34 KM pozwala układowi napędowemu łącznie osiągać moc 819 KM i 720 Nm maksymalnego momentu obrotowego. 100 km/h osiągane jest w 2,8 sekundy, a prędkość maksymalna to elektronicznie ograniczone 350 km/h. Jako pojazd spalinowo-elektryczny, Sián wyposażono także w system hamowania rekuperacyjnego pozwalającego na odzyskiwanie energii magazynowanej w superkondensatorze.